# Gertrud Bünner
Gertrud Valeska Bünner (* 13. März 1912 in Dortmund; † 24. Juli 2011 in Stuttgart) war eine deutsche Rhythmikerin.

## Leben und Wirken
Gertrud Bünner ging in Essen zur Schule, wo sie auch das Abitur ablegte. Anschließend studierte sie an der Pädagogischen Akademie Dortmund (gegründet 1929) und wählte Musik bzw. rhythmisch-musikalische Erziehung als Wahlfach. Nach Abschluss der Ausbildung und freiwilligem Arbeitsdienst arbeitete Bünner als Volksschullehrerin an der Anstaltsschule Großburgwedel. Von 1934 bis 1936 war sie als Hilfslehrerin an einer Vorortschule in Essen tätig. Zugleich studierte sie, zunächst berufsbegleitend, an der Folkwangschule für Musik, Tanz und Sprechen in Essen. Dort lehrte Elfriede Feudel, die Bünner maßgebend beeinflusste. 1938 absolvierte sie die zweite Lehramtsprüfung sowie die staatliche Rhythmiklehrerprüfung. Darauf arbeitete Bünner überwiegend in der Aus- und Fortbildung von Lehrkräften: von 1941 bis 1945 als Dozentin für die Fächer Musik und Rhythmik, zuerst an der Lehrerbildungsanstalt in Bad Godesberg, nach 1945 für zwei Jahre an der Pädagogischen Akademie Bonn.
1949 wurde Bünner an das Rhythmikseminar der Staatlichen Hochschule für Musik in Stuttgart berufen, wo bereits Liselotte Pistor ein Rhythmikseminar leitete. Zusammen mit ihr und Wilma Ellersiek kämpfte sie in den 1970er Jahren vehement gegen eine Verschulung der Musikalität im vorschulischen Alter. So sollten beispielsweise anstelle der rigiden Musikprogramme von den Musikschulen Kurse für Mütter (Eltern) und Pädagogen angeboten werden, in denen sie theoretisch und praktisch lernen, wie man das Kleinkind, nicht das Vorschulkind, durch Spiel, Lied, Umweltgestaltung umfassend fördert.
Nach ihrer Emeritierung 1979 hat sich Bünner ehrenamtlich im Arbeitskreis Rhythmische Erziehung engagiert. Ferner war sie Vorstandsmitglied im Bundesverband Rhythmische Erziehung e. V., den sie mitbegründete. Außerdem gab sie Rhythmikkurse im In- und Ausland. Zusammen mit Hildegard Tauscher erarbeitete sie 1967 das Manuskript über Émile Jaques-Dalcroze: 'Rhythmisch-musikalische Erziehung' .

## Ehrungen
- 1986: Verdienstkreuz am Bande der Bundesrepublik Deutschland

## Werke (Auswahl)
- Entgegnung auf das Referat und die 10 Fragen von Peter Fuchs, in: Bruno Tetzner (Hrsg.): Resonanzen, 10. Rundbrief der Landesarbeitsgemeinschaft Musik in NRW, Remscheid 1967, S. 71–88
- zusammen mit Peter Röthig (Hrsg.): Grundlagen und Methoden rhythmischer Erziehung, Stuttgart 1971
- zusammen mit Holmrike Leiser: Rhythmisch-musikalische Erziehung, in: Eva Bannmüller/Peter Röthing (Hrsg.): Grundlagen und Perspektiven ästhetischer und rhythmischer Bewegungserziehung, Stuttgart 1990, S. 153–182